# 젊은 남자
"젊은 남자"(영어: The Young Man)는 1994년에 개봉한 대한민국의 영화이다. 대한민국에서 2022년 10월 12일 재개봉되었다.

## 캐스팅
- 이정재 : 이한 역
- 신은경 : 재이 역
- 이응경 : 차승혜 역
- 김보연 : 손 실장 역
- 전미선 : 진이 역
- 권오중 : 호중 역
- 강성진 : 지동 역
- 김장호 : 영달 역
- 최재원 : 김준 역
- 박예숙 : 재이 어머니 역
- 명계남 : 황PD 역
- 이성룡 : 박이사 역
- 신성호 : 정신과의사 역
- 허기호 : 화랑 큐레이터 역
- 조선묵 : 광고회사 CF감독 역
- 권남기 : 주유소직원 역
- 이국희 : 여심사의원 역
- 정상준 : Body Guard Ⅱ 사내 역
- 김상원 : UB40 사내 1 역
- 정찬 : UB40 사내 2 역
- 구현우 : 광고회사직원 역
- 박경희 : 화랑여직원 역
- 신여경 : 한이여자친구 역
- 박성민 : 호텔직원 역
- 박기정 : 지하철직원 역
- 이연주 : 시음대회직원 역
- 임경만 : 시음대회손님 역
- 김정욱 : 세트장CF감독 역
- 박중훈 (특별출연)

## 수상
- 1995년 제33회 대종상
  - 신인남우상 - 이정재
- 1995년 제31회 백상예술대상
  - 영화부문 남자 신인연기상 - 이정재
- 1995년 제16회 청룡영화상
  - 신인남우상 - 이정재
- 1995년 제15회 한국영화평론가협회상
  - 신인남우상 - 이정재